# Нугымаров, Айбек Серикболович
Айбек Серикболович Нугымаров (род. 3 июня 1987, с. Кундызды, Абайский район, Восточно-Казахстанская область, Казахская ССР) — Мастер спорта международного класса по куресу, самбист.

## Биография
Окончил Семипалатинский политехнический колледж по специальности «Юрист», Семипалатинский государственный педагогический институт по специальности «Физическая культура», Казахский гуманитарно — юридический инновационный университет по специальности «Юрист», магистратуру Евразийского национального университета, обладатель звания магистра юриспруденции
Свой трудовой путь начал 2010 году тренером-преподавателем «ВКО Специализированная ДЮШС № 1 Олимпийского резерва по г. Семей», с 2013 по 2019 годы работал старшим инструктором — методистом в КГУ «ВКО Школа высшего спортивного мастерства по массовым видам спорта Управления физической культуры и спорта ВКО».
Награжден орденом «Құрмет» /2017/, медалями «Қажымұқан Мұнайтпасов», «Ұлы дала батыры», «Абай», «Шығыс қолбасшысы» /2016/, «Бүкіләлемдік қазақ күресіне үлес қосқаны үшін» /2013/, обладатель республиканских номинаций «Жомарт жүрек» и «Алтын тұғыр».
Заслуженный мастер спорта РК по Куресу. Четырехкратный чемпион Азии,  трехкратный победитель международного турнира «Алем Барысы», двукратный победитель турнира «Қазақстан Барысы» (2013, 2019), трехкратный бронзовый призер, трехкратный обладатель «Кубка мира», многократный победитель чемпионата РК, победитель международного турнира «Евразия Барысы».
31 января 2019 года назначен директором КГКП «Колледж транспорта» города Семей ВКО.